# Aéroport de Tampere-Pirkkala
L'aéroport de Tampere-Pirkkala (finnois : Tampere-Pirkkalan lentoasema) (code IATA : TMP • code OACI : EFTP) est le troisième aéroport de Finlande par le trafic passagers, et le deuxième par le trafic international. Situé à 17 km au sud-ouest de la ville de Tampere, sur la municipalité de Pirkkala, il dessert la deuxième agglomération du pays, au cœur de la région du Pirkanmaa. En 2008, plus de 709 000 passagers ont transité par l'aéroport, dont 601 000 étaient en partance pour un vol international.

## Histoire
Un premier aéroport est construit en 1936 à Härmälä, à 6 km du centre de Tampere, permettant à d'Aero O/Y (ancêtre de la compagnie nationale Finnair) d'y réaliser sa première escale au cours de la longue liaison entre la capitale Helsinki et le Nord du pays (vers Vaasa, Oulu et Kemi). Un terminal est inauguré en 1941 et la piste revêtue en 1958. En 1979, l'aéroport est déplacé à Pirkkala et significativement agrandi.

## Situation
| \| 50 km1:2 811 000 \| Enontekiö Helsinki-Malmi Helsinki-Vantaa Ivalo Joensuu Jyväskylä Kajaani Kemi-Tornio Kittilä Kokkola-Pietarsaari Kuopio Kuusamo Lappeenranta Mariehamn Oulu Pori Rovaniemi Savonlinna Tampere Turku Vaasa Varkaus |
| 50 km1:2 811 000 |

## Utilisation de l'aéroport

### Utilisation militaire
L'aéroport est aussi la principale base militaire de l'armée de l'air finlandaise. Les F/A-18 Hornet du commandement aérien du Satakunta y sont basés, utilisé pour les manœuvres conjointes du Arctic Challenge Exercise.
Le commandement aérien de Satakunta accueillant l'escadron de support aérien avec des Airbus C295 et Learjet 35A/S, la base de support, le centre C4I ainsi que le centre de maintenance.

### Utilisation civile
L'aéroport dispose de deux terminaux: un pour les compagnies régulières et un pour les compagnies low-cost, en l'occurrence Ryanair qui est la principale raison du fort développement de l'aéroport au cours des dernières années (l'aéroport n'accueillait que 256 380 voyageurs en 2000).
Les vols vers Helsinki (à 150 km) sont assurés par Finncomm Airlines en collaboration avec Finnair. Au début de l'année 2008, la compagnie Wingo xprs a commencé à relier Turku à Oulu via Tampere. En raison de la proximité de la capitale et du principal aéroport international du pays, accessible en moins d'1h30 d'autoroute, le trafic national plafonne et une large majorité des vols vers Helsinki sont des préacheminements avant des vols internationaux.
Le trafic international est en plein essor. Blue1 relie quotidiennement Stockholm-Arlanda et son alliée SAS Copenhague-Kastrup. Ryanair, dont c'est la seule présence en Finlande, relie plusieurs de ses hubs: Francfort-Hahn, Londres-Stansted, Dublin, mais aussi Brême, Rīga, Tenerife, Grand Canarie, Malaga, Alicante ou Milan-Bergame.
| Compagnies | Destinations |
| ---------- | --- |
| airBaltic  | - Amsterdam, - Copenhague-Kastrup, - Malaga-Costa del Sol, - Munich-F. J. Strauß, - Riga, - Tallinn En saison: Kittilä, Las Palmas/Gran Canaria, Milan-Malpensa, Rhodes-Diagoras, Ténériffe-Sud Reine Sofia |
| Finnair    | Helsinki-Vantaa |
| Ryanair    | Londres-Stansted |

Édité le 22/02/2020  Actualisé le 01/03/2023

## Trafic de passagers
Pour des raisons techniques, il est temporairement impossible d'afficher le graphique qui aurait dû être présenté ici.

Voir la requête brute et les sources sur Wikidata.
| Année | Domestique | International | Total   | Variation |
| ----- | ---------- | ------------- | ------- | --------- |
| 2005  | 114 669    | 482 433       | 597 102 | +20,4 %   |
| 2006  | 119 432    | 512 578       | 632 010 | +5,8 %    |
| 2007  | 113 713    | 573 998       | 687 711 | +8,8 %    |
| 2008  | 107 954    | 601 402       | 709 356 | +3,1 %    |
| 2009  | 85 351     | 542 733       | 628 084 | −11,5 %   |
| 2010  | 91 312     | 526 276       | 617 588 | −1,7 %    |
| 2011  | 96 625     | 561 005       | 657 630 | +6,5 %    |
| 2012  | 85 738     | 485 001       | 570 739 | -13,2 %   |
| 2013  | 88 268     | 378 403       | 466 671 | -18,2 %   |